# Église Notre-Dame de Ferrière-sur-Beaulieu
Pour les articles homonymes, voir Église Notre-Dame.
L’église Notre-Dame de Ferrière-sur-Beaulieu, également appelée église Saint-Gilles, est un édifice religieux, dédié au culte catholique, situé sur la commune française de Ferrière-sur-Beaulieu, dans le département d’Indre-et-Loire.

## Localisation
L'église Notre-Dame se trouve dans le centre de Ferrière-sur-Beaulieu, à l'écart de la rue principale qui traverse le bourg, à mi-chemin entre cette dernière et l'orée de la forêt de Loches. L'édifice est rigoureusement orienté d'ouest (nef) en est (chœur) et le cimetière communal le borde au nord.

## Historique
Une partie de la nef semble construite au Xe ou au XIe siècle. La nef et la façade paraissent être remaniées au XIIe siècle. Le chœur et les voûtes sont datés du XIIIe siècle, ces dernières présentant les caractéristiques architecturales et décoratives du style gothique de l'Ouest. Ultérieurement, une tourelle, à escalier à vis, est engagée dans le mur gouttereau sud de la nef. Au début du XVIIIe siècle, des travaux intéressent l'intérieur et l'extérieur du chevet.
Depuis le 11 juillet 1952, l'église est inscrite au titre des monuments historiques.

## Architecture et décor
La façade montre un pignon du début du second millénaire, repris dans l'agrandissement du XIIe siècle.
La nef primitive, non organisée en travées, est à l'origine couverte d'une charpente dont ne subsiste aucune trace.
Le mur gouttereau nord présente, sur sa face intérieure, des peintures murales.
Un retable du XVIIe siècle dans le chœur et une cloche de 1762 dans le clocher font partie des objets protégés au titre des monuments historiques.

## Pour en savoir plus